# John Trevor Lewis

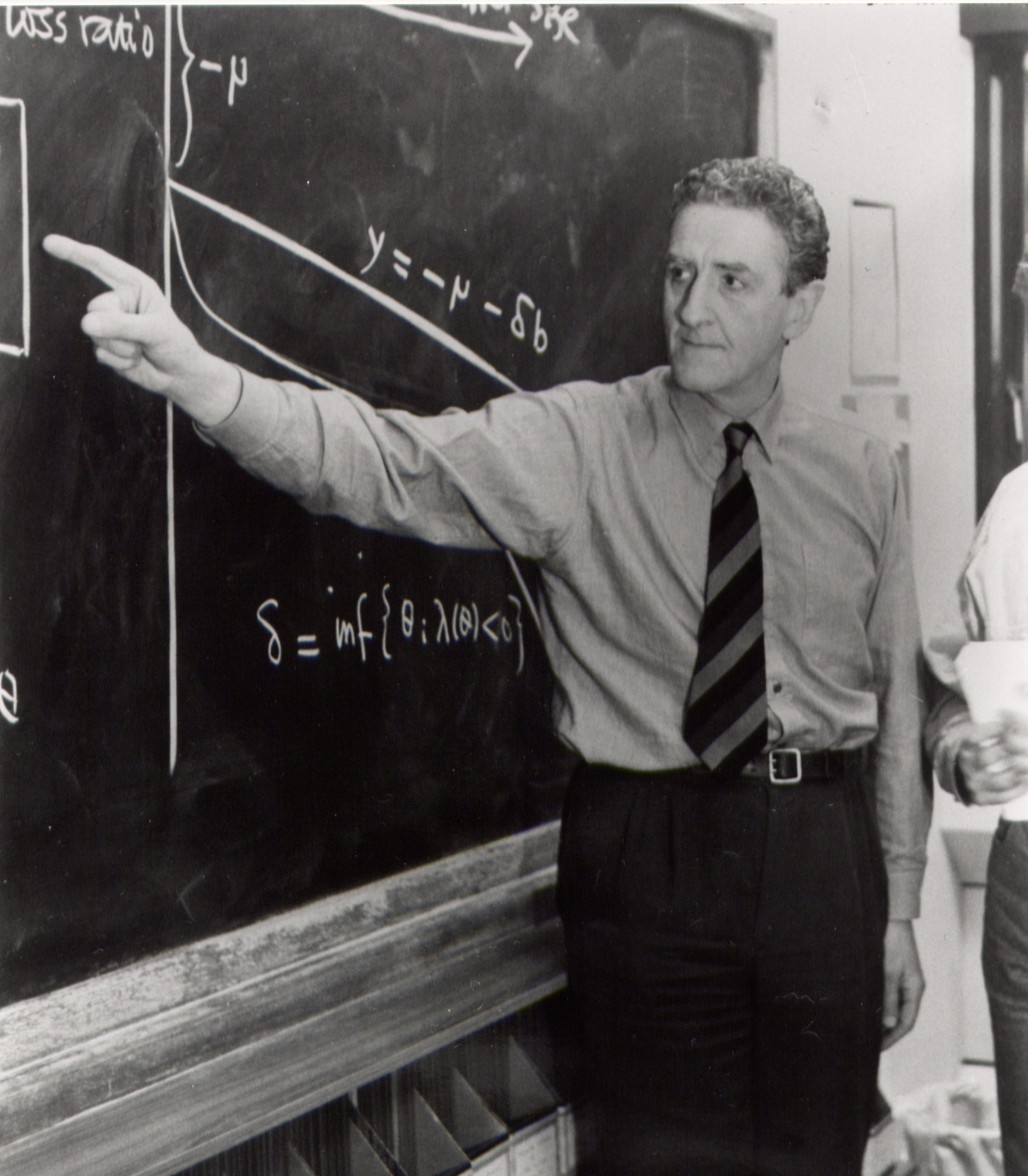
John Trevor Lewis, 2004

John Trevor Lewis (* 15. April 1932 in Swansea; † 21. Januar 2004) war ein britischer Mathematiker und mathematischer Physiker. Er ist einer der Pioniere der Quanten-Stochastik (nichtkommutativer Wahrscheinlichkeitstheorie).
Lewis war der Sohn eines Schiffsmaklers, ging in Cardiff und ab 1948 in Belfast zur Schule und studierte ab 1949 an der Queen’s University in Belfast mit dem Bachelorabschluss 1952 und der Promotion 1955 bei Alexander Dalgarno und David R. Bates (Quantal Calculations Relating to Certain Rate Processes) 1955/56 war er als Post-Doktorand an der Universität Oxford bei Charles A. Coulson und war 1957 bis 1959 Lecturer in Oxford am Christ Church College. 1959 wechselte er ans Brasenose College, dessen Tutorial Fellow er 1960 bis 1972 war. 1964 bis 1967 war er dort Dekan (Dean) und ab 1966 University Lecturer. 1969 war er Gastwissenschaftler am Institute for Advanced Study und 1970 an der Rockefeller University bei Mark Kac. 1972 ging er als Professor ans Dublin Institute for Advanced Studies (DIAS) als Nachfolger von John L. Synge. Er öffnete das DIAS für andere Wissenschaftler in Irland und war wesentlich daran beteiligt, dessen drohende Schließung 1988 zu verhindern. Er ging 2002 am DIAS in den Ruhestand. Er lehrte auch viele Jahre am University College Dublin und am Trinity College in Dublin, dessen Ehrenprofessur er 1999 erhielt.
1982 bis 1989 war er im Executive Comitee der International Association of Mathematical Physics, deren Kongress er 1988 nach Swansea holte. Er war unter anderem Gastwissenschaftler an der University of Warwick und in Groningen (wo er mit Nicolaas Marinus Hugenholtz und Marinus Winnink zusammenarbeitete), hatte 1992 bis 1995 eine Ehrenprofessur in Swansea, wo 1997 eine Konferenz zu seinem 65. Geburtstag stattfand, und ab 1998 in Cardiff. 1989 besuchte er Russland als Gast des Steklow-Instituts der Sowjetischen Akademie der Wissenschaften.
1985 bis 1987 war er Präsident der Irish Federation of University Teachers. 1977 wurde er Mitglied der Royal Irish Academy und 1999 bis 2001 deren Präsident.
Er befasste sich als mathematischer Physiker mit sehr unterschiedlichen Gebieten wie theoretischer Chemie  und Variationsmethoden in quantenmechanischer Störungstheorie, dem Ising-Modell (das er mit Methoden der Operatoralgebren behandelte), der Mathematik des Meßproblems in der Quantenmechanik (angeregt durch Vorlesungen von George Mackey in Oxford 1966/67 und in Zusammenarbeit mit Brian Davies), Brownsche Bewegung auf Hyperflächen, Bose-Einstein-Kondensation (auch angeregt durch Kac), quantenmechanische Behandlung der Thermodynamik und Quanten-stochastischen Prozessen. Zu letzterem wurde er bei seinem Besuch in New York von Mark Kac angeregt. Er arbeitete auf diesem Gebiet mit seinem Studenten Lyn Thomas, mit David Evans und George W. Ford zusammen. Die gemeinsame Monographie mit Evans von 1977 war einflussreich in der Entwicklung der Quanten-Stochastik ebenso wie ein Aufsatz mit Luigi Accardi und Alberto Frigerio.
In den 1990er Jahren begann er sich für Anwendungen in der Kommunikationstechnik zu interessieren, angeregt durch den Besuch des Labors von Roland Lwowitsch Dobruschin in Moskau, die sich teilweise so finanzierten. Seine Anwendung der Wahrscheinlichkeitstheorie (Large Deviation Theory) auf Internet-Kommunikation (z. B. Warteschlangenverhalten von Routern) führte auch zur Gründung einer eigenen Firma (Corvil) und 2001 baute er das Communication Network Research Institute  (CNRI) des Dublin Institute of Technology auf, mit einem Principal Investigator Award der Science Foundation Ireland.
Zu seinen Doktoranden zählt Robin Lyth Hudson.
Er war seit 1959 mit der Chemikerin Maureen McEntin verheiratet, mit der er vier Kinder hatte.